# Neournula
Neournula är ett släkte av svampar. Neournula ingår i familjen Chorioactidaceae, ordningen skålsvampar, klassen Pezizomycetes, divisionen sporsäcksvampar och riket svampar.
|           | Wolfina                                  |
|           |                                          |
| Neournula | \| \| Neournula nordmanensis \| \| \| \| |
|           | \| \| Neournula nordmanensis \| \| \| \| |
|           | Desmazierella                            |
|           |                                          |
|           | Neournula nordmanensis                   |
|           |                                          |

|  | Neournula nordmanensis |
|  |                        |